# 中国海外発展
中国海外発展有限公司（ちゅうごくかいがいはってん-ゆうげんこうし、英語: China Overseas Land & Investment Ltd.、中国語: 中國海外發展有限公司）は、香港を拠点とするホールディングカンパニー中国海外集団有限公司の傘下にある不動産開発会社である。
中国海外集団有限公司は中国国務院国有資産監督管理委員会が出資する中央企業中国建築集団有限公司の子会社である。
1979年に設立され、1992年に香港証券取引所に上場し、2007年にハンセン指数の構成銘柄になった。
香港、マカオ、北京、上海、広州などの大都市を中心とする住宅不動産開発に従事している。不動産投資と管理、ビル建設、プロパティマネジメント、アセットマネジメントも手掛ける。